# Palazzo Marsigli

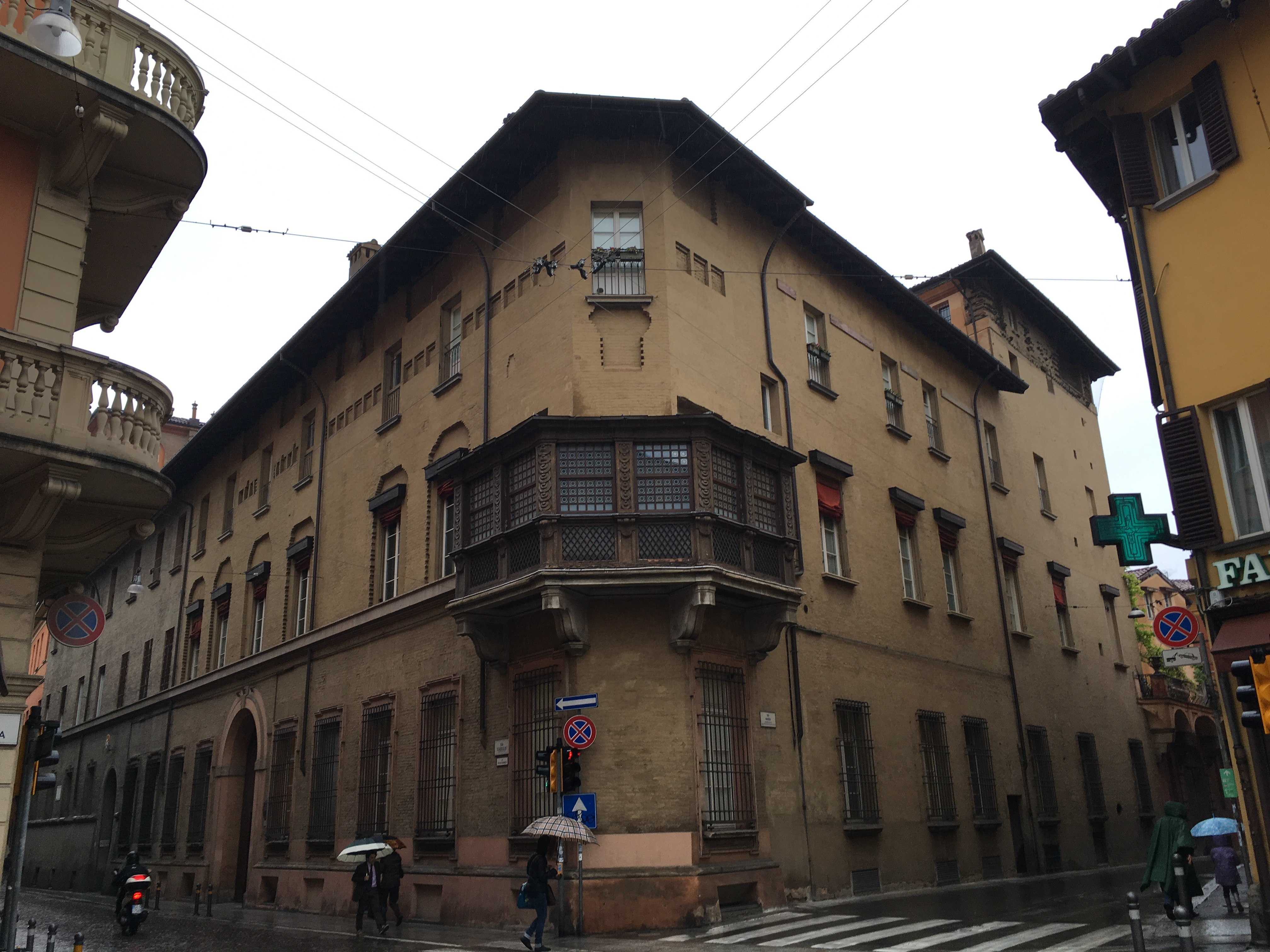
Balkonveranda des Palazzo Marsigli an der Ecke Via d’Azeglio / Via Marsili

Der Palazzo Marsigli (auch Palazzo Marsili) ist ein Palast im historischen Zentrum von Bologna in der italienischen Region Emilia-Romagna.

## Beschreibung
Er liegt an der Ecke der Via d’Azeglio und der Via Marsili. Er wurde im 14. Jahrhundert auf den Resten eines früheren Gebäudes errichtet, das ebenfalls der Familie Marsigli (oder Marsili) gehörte. Im Jahre 1735 wurde der Palast nach Plänen von Carlo Francesco Dotti modernisiert. Es handelt sich um ein Gebäude mit unvollendeter Fassade, was die Folge einer Reihe unterschiedlicher Bauabschnitte ist, die auch auf zahlreiche Brände zurückzuführen sind, die den Palast heimsuchten.
Ein bemerkenswertes, dekoratives Element ist die Balkonveranda (auch „tamburo“ genannt), die 1685 an der Ecke der beiden Straßen angebaut wurde. Im Inneren des Palastes gibt es Fresken von Angelo Michele Colonna.
In dem Gebäude wohnte auch Luigi Ferdinando Marsigli, General und Gründer des Istituto delle Scienze.